# Mobil
Mobil, anteriormente conhecida como Socony-Vacuum Oil Company, é uma das maiores empresas petrolíferas dos Estados Unidos que se fundiu com a Exxon em 1999 para formar uma empresa controladora chamada ExxonMobil. A Mobil continua a comercializar derivados de petróleo como uma marca própria dentro do grupo. A sua anterior sede no Condado de Fairfax, Virgínia, foi usada como sede da ExxonMobil até 2015, quando a ExxonMobil consolidou funcionários em um novo campus corporativo em Spring, Texas.